# Trent Sainsbury
Trent Lucas Sainsbury (* 5. Januar 1992 in Perth, Western Australia) ist ein australischer Fußballspieler. Er bestritt 61 Spiele für die australische Fußballnationalmannschaft.

## Karriere

### Vereine

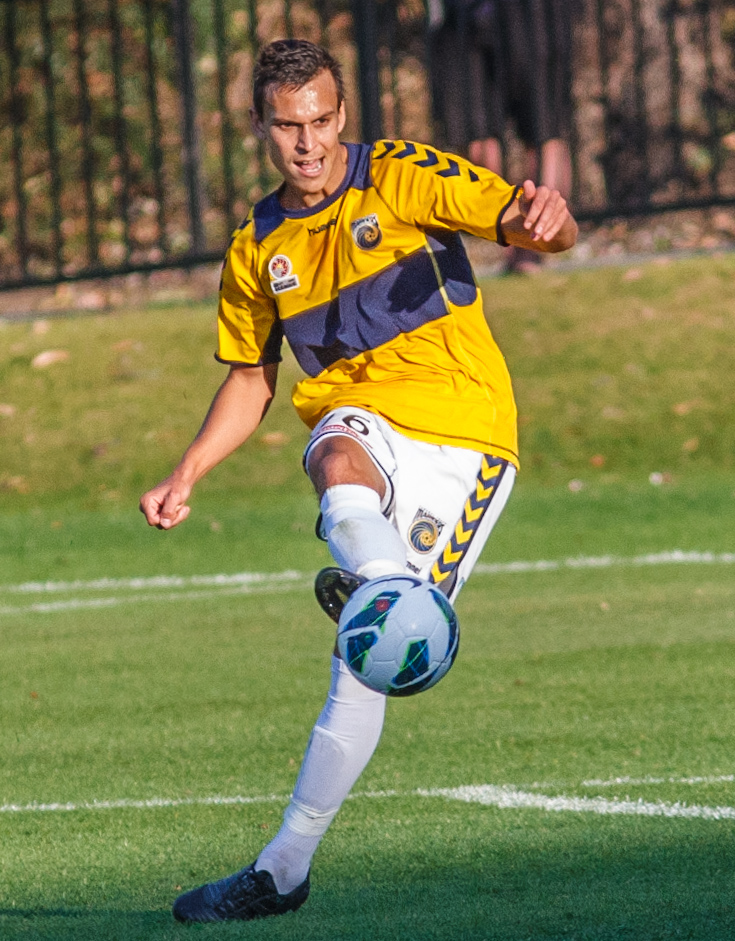
Sainsbury im Trikot der Central Coast Mariners (2012)

Trent Sainsbury startete seine fußballerische Laufbahn in seiner Heimatstadt Perth beim örtlichen Armadale SC. Später zog es ihn in die Jugendakademie WATA. Von 2008 bis 2009 spielte er in der Jugend des australischen Erstligisten Perth Glory. Ein Jahr später zog er weiter zum Australian Institute of Sport, dessen Kader der National Youth League er während der Saison 2009/10 angehörte.
Im darauffolgenden Sommer machte den Schritt in den Profifußball und wechselte zu den Central Coast Mariners, die die abgeschlossene Spielzeit gerade auf dem achten Tabellenplatz der A-League beendet hatten. Im November 2010 kam Sainsbury dann zu seinen ersten Einsätzen. Gegen Brisbane Roar am 28. November absolvierte er sein Profidebüt. 2010/11 bestritt er insgesamt acht Spiele während der Regular Season und ein Spiel in den Playoffs.
Die gleiche Zahl an Spielen bestritt der Innenverteidiger auch während der folgenden Spielzeit, in der er gegen den südkoreanischen Verein Seongnam auch zu seinem Debüt in der AFC Champions League kam. Im Januar 2012 unterschrieb er einen bis 2014 gültigen Vertrag. Der Klub gewann zwar die Regular Season, scheiterte in den Playoffs jedoch bereits im Halbfinale.
In der Saison 2012/13 schaffte er den Durchbruch zum Stammspieler und absolvierte 24 Spiele in der Regular Season. Am 20. April 2013 konnte er nach einem 2:0-Sieg gegen die Western Sydney Wanderers im Grand Final den Gewinn der australischen Meisterschaft feiern. Sainsbury wurde von der Spieler-Gewerkschaft in das Team des Jahres gewählt und von seinen Mitspielern als Spieler des Jahres geehrt. Während der letzten Woche der Saison 2012/13 war er als Probespieler zu Gast beim Schweizer Spitzenklub FC Basel, der ihn jedoch nicht verpflichtete.
Sainsburys Start in die Saison 2013/14 verlief erfolgreich. Nach drei besonders überzeugenden Auftritten wurde er als bester U-21-Spieler des Monats Oktober ausgezeichnet. Im November 2013 verlängerte er seinen – ursprünglich zum Saisonende auslaufenden – Vertrag bei den Mariners bis Sommer 2016. Am 31. Dezember 2013 gelang ihm im 56. Einsatz sein erstes Tor in der A-League.
Im Januar 2014 wechselte er nach vier Jahren, in denen er 69 Pflichtspiele (zwei Tore) für die Mariners bestritt, in die niederländische Eredivisie zum PEC Zwolle. Dort unterschrieb er einen bis Sommer 2016 gültigen Vertrag inklusive einer Option für ein weiteres Jahr. Am 6. Februar selben Jahres gab er bei einem 2:1-Sieg beim FC Utrecht sein Debüt für seinen neuen Verein, verletzte sich aber noch im selben Spiel am Knie. Aus diesem Grund verpasste er auch den überraschenden Pokalsieg über Ajax Amsterdam im April selben Jahres. Am 14. April gab er in einem Spiel der zweiten Mannschaft sein Comeback, doch für die Profis absolvierte er 2013/14 kein weiteres Spiel.
Am 3. August gab er in der Partie gegen Meister Ajax sein Comeback. Nach einem 1:0-Sieg konnte er den Gewinn des Supercups feiern. In den Europa-League-Playoffs Ende August gab er sein Debüt in einem UEFA-Wettbewerb. Die Mannschaft scheiterte aber an Sparta Prag, sodass der Einzug in die Hauptrunde verpasst wurde.
Sainsbury wechselte 2016 zu Jiangsu Suning. Im Januar 2017 wurde er an Inter Mailand verliehen, absolvierte jedoch nur eine Partie in der Serie A. Seit Sommer 2017 spielte er wieder für Jiangsu Suning, bis er im Juli 2018 in die zweite Mannschaft versetzt wurde. Daraufhin kündigte Sainsbury seinen Vertrag bei Jiangsu Suning.
Mitte August 2020 wechselte er zum belgischen Erstdivisionär KV Kortrijk und unterschrieb dort einen Vertrag mit einer Laufzeit von zwei Jahren. In seiner ersten Saison bestritt er 17 von 32 möglichen Ligaspielen, in denen er zwei Tore schoss, sowie zwei Pokalspiele. In der nächsten Saison waren es 28 von 34 Ligaspiele mit vier Toren und drei Pokalspiele.
Anfang August 2022 wechselte er zu al-Wakrah SC in Katar.

### Nationalmannschaft
Sainsbury durchlief sowohl die U-16, als auch die U-17-Auswahl Australiens. Im Jahr 2011 nahm er mit der U-20-Nationalmannschaft an der Weltmeisterschaft in Kolumbien teil, scheiterte jedoch mit seiner Mannschaft in der Gruppenphase. Sainsbury stand in allen drei Partien in der Startelf, die Mannschaft holte jedoch nur einen Punkt durch ein Unentschieden im ersten Gruppenspiel gegen Ecuador.
Bei der Ostasienmeisterschaft gehörte er im Juli 2013 erstmals dem Kader der australischen A-Nationalmannschaft an. Bei dem Turnier kam er jedoch als einziger Spieler nicht zum Einsatz.
Nach einer langwierigen Knieverletzung verpasste Sainsbury 2014 die Weltmeisterschaft in Brasilien. Nationaltrainer Ange Postecoglou hatte ihn ursprünglich für das Turnier nominieren wollen.
Am 5. September 2014 gab er bei einer 0:2-Testspielniederlage gegen Belgien in Lüttich sein Debüt für die A-Nationalmannschaft. Insgesamt absolvierte er 2014 vier Freundschaftsspiele für Australien.
Bei der Asienmeisterschaft im eigenen Land im Januar 2015 gehörte Sainsbury zum Aufgebot und stand in sämtlichen Spielen in der Startaufstellung. Im Halbfinale gegen die Vereinigten Arabischen Emirate erzielte er sein erstes Länderspieltor. Am 31. Januar gewann das Team im Finale mit 2:1 gegen Südkorea. Bei diesem Spiel wurde Sainsbury zum Player of the match gewählt.
Außerdem stand er im Kader für die Fußball-Weltmeisterschaft 2018 in Russland, bei der Australien in der Vorrunde nach zwei Niederlagen gegen Frankreich und Peru und einem Unentschieden gegen Dänemark noch in der Vorrunde ausschied. Sainsbury absolvierte alle drei Partien als Innenverteidiger. Bei der Asienmeisterschaft 2019 stand er bei vier von fünf möglichen Partien auf dem Platz. Australien schied dort im Viertelfinale aus.

## Spielweise
Zu Beginn seiner Laufbahn spielte Sainsbury vor allem als Rechtsverteidiger, inzwischen wird er auf der Innenverteidiger-Position eingesetzt. Sein ehemaliger Trainer Phil Moss lobte ihn vor allem für seine Physis und seine Einstellung. Des Weiteren wird ihm attestiert, das Spiel lesen zu können. Laut dem technischen Direktor des PEC Zwolle liegen seine Stärken in der Zweikampfführung, dem Spielaufbau und einem guten Kopfballspiel. Er gilt als eines der größten Defensivtalente seines Landes.

## Erfolge
Mannschaftserfolge
- Australischer Meister: 2013
- Niederländischer Pokalsieger: 2013/14 (ohne Einsatz)
- Niederländischer Supercupsieger: 2014
- Asienmeister: 2015

individuelle Auszeichnungen
- Nominierung in das PFA Team of the Year: 2012/13
- Nominierung bei der Wahl zum besten U-21-Spieler der A-League: 2013/14
- Bester U-21-Spieler der A-League: März 2013, Oktober 2013